# Tim Young (aviron)
Pour les articles homonymes, voir Tim Young et Young.
Tim Young est un rameur d'aviron américain né le 9 avril 1969 à Philadelphie.

## Biographie
Tim Young participe aux Jeux olympiques d'été de 1996 à Atlanta à l'épreuve de quatre de couple et remporte la médaille d'argent en compagnie de Brian Jamieson, Eric Mueller et Jason Gailes.